# Celles (Namen)

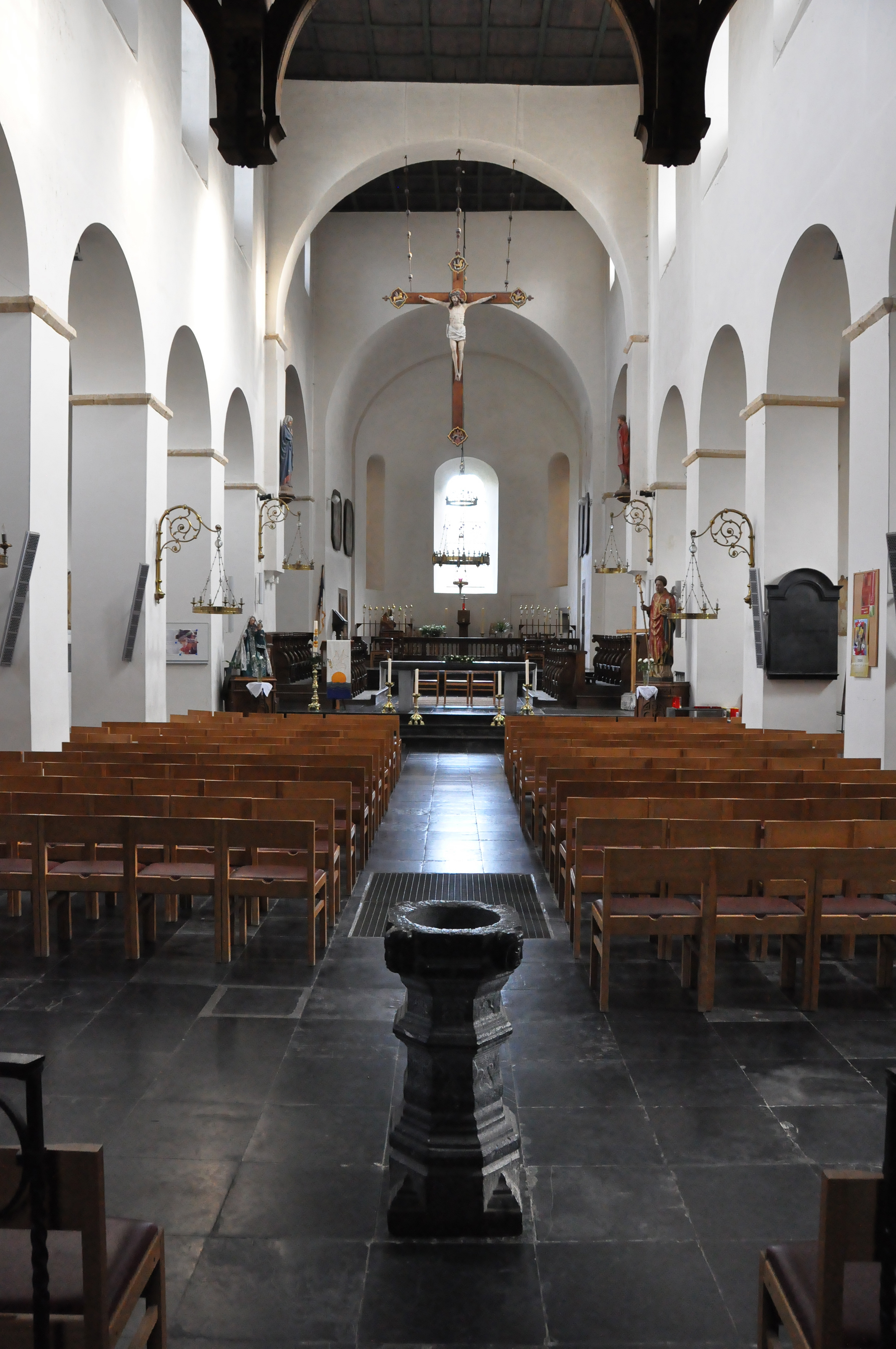
Celles: interieur van de Sint-Hadelinuskerk

Celles is een plaats in de provincie Namen, in het Waalse landsgedeelte van België. Het is een deelgemeente van de gemeente Houyet. Het dorp is opgenomen in de lijst van de mooiste plaatsjes in Wallonië (Les Plus Beaux Villages de Wallonie).

## Geschiedenis
De omgeving van Celles was al vroeg bewoond. Er zijn sporen teruggevonden van menselijke aanwezigheid in het Neolithicum en de Romeinse tijd. Rond het midden van de 7de eeuw vestigde de (later heilig verklaarde) monnik Hadelinus er zich als kluizenaar. Van zijn kluis (in het latijn: "cella") is de plaatsnaam "Celles" afgeleid. Doordat volgelingen zich bij hem voegden, groeide de kluis uit tot een kloostertje, dat later omgevormd werd tot een kapittel van twaalf kanunniken. Dat kapittel liet in de 11de eeuw de Collegiale Sint-Hadelinuskerk optrekken, die een mooi voorbeeld van de romaanse bouwkunst in de Maasstreek vormt en opgenomen werd in het buitengewoon erfgoed van Wallonië. 
Van het einde van de 12de tot het einde van de 18de eeuw behoorde Celles toe aan de adellijke familie Beaufort, die in de 13de eeuw even buiten het dorp het monumentale en thans nog bewaarde kasteel van Vêves bouwde. In de Franse tijd werd Celles een zelfstandige gemeente. In 1977 maakten de gemeentefusies een einde aan die zelfstandigheid en werd de plek een deelgemeente van Houyet. Tijdens de Slag om de Ardennen in december 1944 was Celles het verste punt tot waar de Duitse Tweede Pantserdivisie doorstootte; een tank bij het belangrijkste kruispunt van het dorp herinnert hieraan.

## Demografische ontwikkeling
- Bronnen:NIS, Opm:1831 tot en met 1970=volkstellingen, 1976= inwoneraantal op 31 december

## Bezienswaardigheden
- Sint-Hadelinuskerk
- Kasteel van Vêves
- Tankmonument

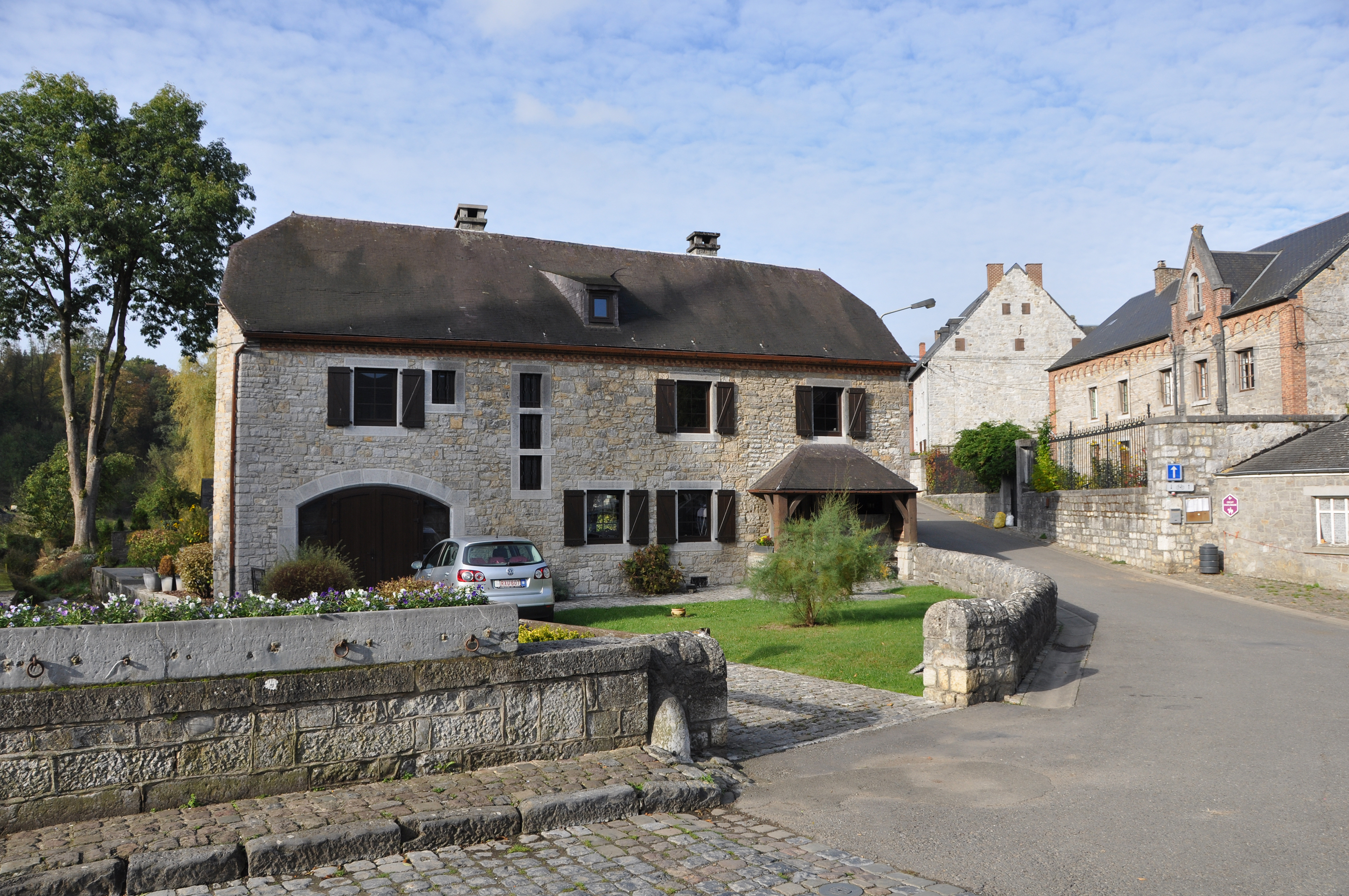
Celles: het dorp
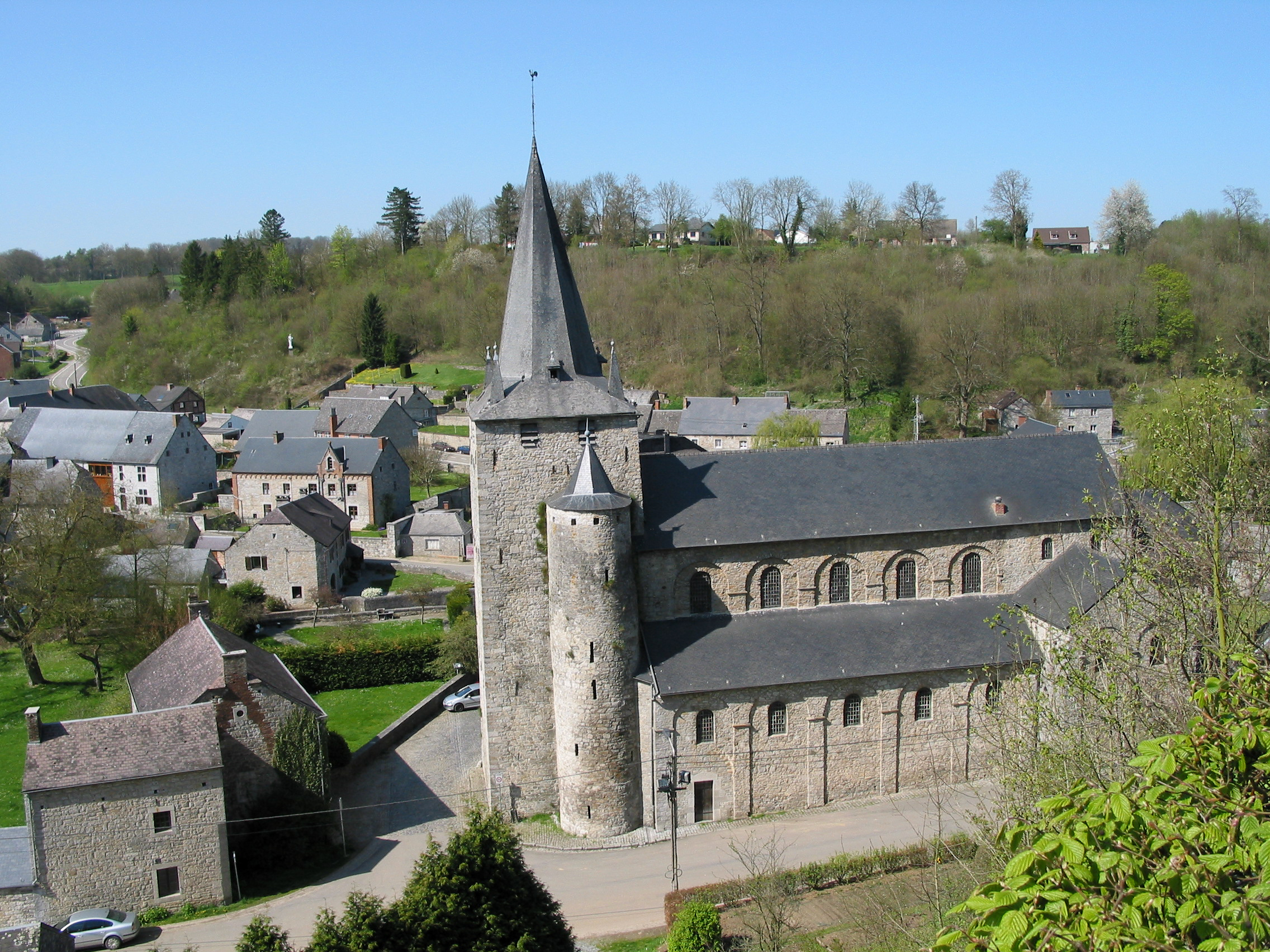
Celles: het dorp en de Sint-Hadelinuskerk
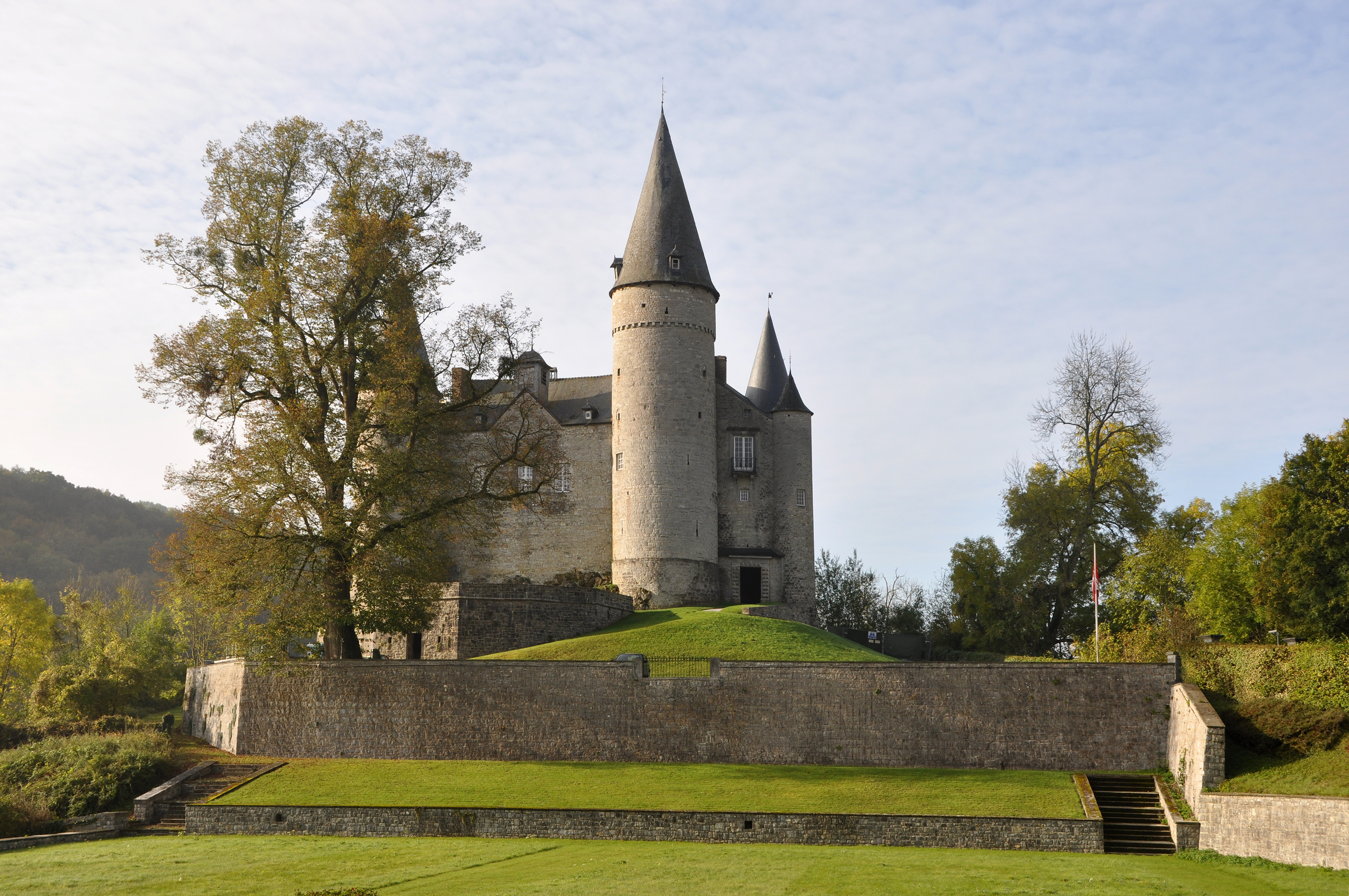
Het kasteel van Vêves